# Kronecker delta
Trong toán học, ký hiệu Kronecker delta là một hàm số của hai biến, thường là các số nguyên không âm. Hàm số có giá trị 1 nếu hai biến bằng nhau, và 0 nếu chúng khác nhau:
{\displaystyle \delta _{ij}={\begin{cases}1&\quad i=j,\\0&\quad i\neq j.\end{cases}}}
hoặc bằng dấu ngoặc Iverson:
{\displaystyle \delta _{ij}=[i=j]\,}
trong đó Kronecker delta δij là một hàm số xác định theo từng khoảng của các giá trị i và j. Ví dụ, δ1 2 = 0, còn δ3 3 = 1. Hàm Kronecker delta xuất hiện thường xuyên trong các ngành toán học, vật lý, và kỹ thuật để đơn giản hóa định nghĩa ở trên. Hàm số được đặt tên theo Leopold Kronecker.
Trong  đại số tuyến tính, ma trận đơn vị I kích thước n × n có các phần tử xác định bằng Kronecker delta:
{\displaystyle I_{ij}=\delta _{ij}} 
trong đó i và j mang các giá trị 1, 2, ..., n. Ngoài ra, tích trong của các vectơ có thể được viết dưới dạng
{\displaystyle \mathbf {a} \cdot \mathbf {b} =\sum _{i,j=1}^{n}\delta _{ij}a_{i}b_{j}=\sum _{i=1}^{n}a_{i}b_{i}.}
Thông thường, hàm Kronecker delta chỉ được xét trên tập số nguyên, tuy nhiên nó có thể được định nghĩa trên một tập hợp bất kỳ.

## Tính chất
Ta có những đẳng thức sau
{\displaystyle {\begin{aligned}\sum _{j}\delta _{ij}a_{j}&=a_{i},\\\sum _{i}a_{i}\delta _{ij}&=a_{j},\\\sum _{k}\delta _{ik}\delta _{kj}&=\delta _{ij}.\end{aligned}}}
Do đó, ma trận δ có thể được coi như một ma trận đơn vị.
Một dạng khác cũng đôi khi được sử dụng là dạng chuỗi cấp số nhân:
{\displaystyle \delta _{nm}={\frac {1}{N}}\sum _{k=1}^{N}e^{2\pi i{\frac {k}{N}}(n-m)}}

## Ký hiệu
Ta có thể biểu diễn Kronecker delta bằng dấu ngoặc Iverson:
{\displaystyle \delta _{ij}=[i=j].}
Ngoài ra, ký hiệu một biến δi cũng thường xuất hiện, tương đương với việc cho j = 0:
{\displaystyle \delta _{i}={\begin{cases}1,&\quad i=0,\\0,&\quad i\neq 0.\end{cases}}}
Trong đại số tuyến tính, Kronecker delta có thể được coi là một tensor và ký hiệu bằngδi
j. Đôi khi nó được gọi là tensor thay thế.